# 장암초등학교 (전남)
장암초등학교는 대한민국 전라남도 보성군 벌교읍 장암길 234-44 (장암리)에 있었던 초등학교이다.

## 연혁
- 1967년 11월 13일 영등국민학교 장암분교장 인가
- 1969년 9월 23일 장암국민학교 승격 개교
- 1987년 3월 5일 병설유치원 개원
- 1996년 3월 1일 장암초등학교로 개칭
- 1998년 3월 1일 영등초등학교로 통합